# ジェームズ・リンド

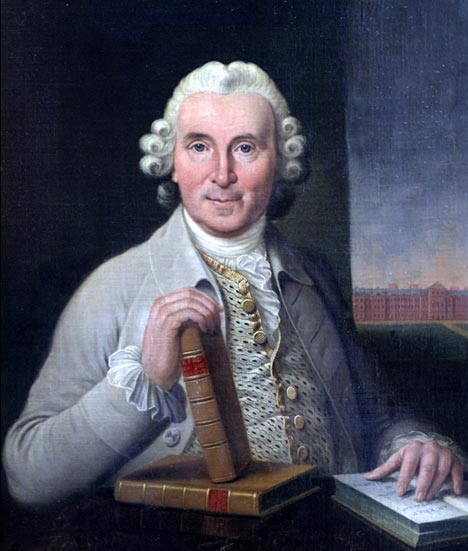
ジョージ・チャルマーズによる肖像画

ジェームズ・リンド（英語: James Lind FRSE FRCPE、1716年10月4日 - 1794年7月13日）は、エディンバラ生まれのスコットランドの医師。1747年にはじめて対照群を取り入れた臨床試験を行い、壊血病に対するミカン属の有効性を証明した。1757年の著作で海軍における衛生管理の改善を説いた。

## 生涯
商人ジェームズ・リンド（James Lind）とマーガレット・スメローム（Margaret Smelholme、姓はSmellumとも）の息子として、1716年10月4日にエディンバラで生まれた。エディンバラのグラマースクールに通った後、1731年12月22日にエディンバラ外科医師会所属（フェロー、fellow）の医師ジョージ・ラングランズ（George Langlands）に弟子入りし、1738年に海軍軍医として入隊、翌年にニコラス・ハドック提督の配下としてミノルカ島に配属された。その後、ギニア海岸、西インド諸島、地中海、イギリス海峡など配属を転々とし、最も長い航海は1746年8月10日から10月28日までであり、4等艦ソールズベリーに乗船して艦長ジョージ・エッジカム閣下の指揮を受けた。
1748年に海軍を離れてエディンバラに戻り、同年5月3日にエディンバラ大学でM.D.の学位を修得、1750年5月1日にエディンバラ外科医師会のフェローに選出され、1756年にはエディンバラ外科医師会の会計係（treasurer）に選出されている。エディンバラでA Treatise of the Scurvy（1753年初版、1757年第2版）とAn Essay on the Most Effectual Means of Preserving the Health of Seamen in the Royal Navy（1757年初版）を著した後、ゴスポートのハスラー王立海軍病院の医院長（physician in charge）に任命されたため、1758年5月18日にエディンバラ外科医師会の会計係を辞し、同年6月にゴスポートに引っ越した。
ハスラーではAn Essay on the Most Effectual Means of Preserving the Health of Seamen in the Royal Navyの第2、第3版（1762年第2版、1779年第3版）、An Essay on Diseases Incidental to Europeans in Hot Climates（1768年初版）、A Treatise of the Scurvyの第3版（1772年）を著し、1776年にパリ王立医学会会員に選出された。1783年にハスラー王立海軍病院長の職を息子ジョンに譲り、同年11月17日にエディンバラ王立協会フェローに選出され、協会の創設時点で選出された会員となった。
1794年7月13日にゴスポートで死去、ポートチェスターの聖メアリー教区教会（St Mary's Parish Church）に埋葬された。

## 業績

### 壊血病の予防と治療
リンドの功績として、1753年の著作A Treatise of the Scurvyで壊血病の治療にミカン属の食用を薦めたことが挙げられる。リンドが海軍の軍医として経歴したオーストリア継承戦争において、フランスとスペイン艦隊との交戦で戦死した人より壊血病で病死した人のほうが多いという事実からして、壊血病の治療法の確立が海洋国家イギリスのさらなる発展に必要な急務だった。しかし、リンド以前に壊血病に関する著作を書いた人物は医療の知識がない海員か、壊血病の患者を観察する機会のほとんどない医者ばかりであり、壊血病の確立した治療法は存在しなかった（ただし、海員の間で取りたての果物や野菜が壊血病に効くと信じられてはいた）。
こうした状況のなか、1747年5月、リンドは乗船していた戦列艦ソールズベリーで実験を行った。この実験において、被験者は壊血病を罹患した海員12人であり、これを2人ずつ6組に分けて、それぞれリンゴ酒、硫酸のアルコール溶液、酢、海水、オレンジとレモン、ニンニクや芥子の種などを混ぜて作った下剤を投与した。結果はオレンジとレモンを投与した2人のみ快復するという、（オックスフォード英国人名事典の言葉を借りると）「現代人にとっては決定的な」実験結果だったが、リンドの時代にはビタミンCが知られておらず、結局リンドの著作ではオレンジとレモンの投与が船上での生活改善策の1つとして挙げられるに留まった。さらにジェームズ・クックによる3度の世界周航（1768年 – 1780年）で壊血病による損害が少なかったことから、リンドの著作がたちまち大きな影響を与えることはなく、オレンジとレモンという解決策が正式に採用されるのはギルバート・ブレーンの努力を待たなければならなかった。
リンドの実験は対照群を取り入れた臨床試験としては初とされる。一方、著作自体は文献調査の不足が指摘されており、ジョン・ウッドールのThe Surgion's Mate（1617年）など多くの著作でレモンジュースの使用が提言されているにもかかわらず、リンドの著作で言及されなかった（リンドが参照したのであろうエディンバラ外科医師会の図書館が所蔵しなかったためとされる）。

### 海軍の衛生学
リンドは著作An Essay on the Most Effectual Means of Preserving the Health of Seamen in the Royal Navy（1757年初版、1779年第3版）において、軍艦における衛生管理の改善を説き、燻蒸消毒を定期的に行うべき、海員には入浴を強制すべき、海軍基地にある軍艦には野菜を定期的に供給すべきなど多くのアドバイスを残している。『オックスフォード英国人名事典』はこの著作について「かなり実践的で、平易に書かれている」（highly practical and plainly written）と評している。
1758年に発表した論文では船上におけるチフスについて記述し、その予防に燻蒸消毒を提言した。また、1761年に塩水の蒸気が淡水であると発見し、同年にポーツマスのアカデミーで実演、1762年5月に王立協会で再び実演し、船でも蒸留を用いて淡水を供給すべきと提言した。
An Essay on Diseases Incidental to Europeans in Hot Climates（1768年初版）では熱帯病について記述し、その予防に集落を低地、沼地に建設せず、風通しのよい高地に建設することを提言しており、『オックスフォード英国人名事典』では公衆衛生に関する著作として扱われている。

## 著作
- De Morbis Venereis Localibus（1748年） - 博士論文[3]
- A Treatise of the Scurvy（1753年初版、1757年第2版、1772年第3版） - 壊血病に関する論文[5]。海軍大臣初代アンソン男爵ジョージ・アンソンに献呈され、後にフランス語訳が出版される[3]
- An Essay on the Most Effectual Means of Preserving the Health of Seamen in the Royal Navy（1757年初版、1762年第2版、1779年第3版） - 海軍時代の上官であったジョージ・エッジカム閣下（英語版）に献呈[3]
- An Essay on Diseases Incidental to Europeans in Hot Climates（1768年初版、1808年第6版） - フランス語訳とドイツ語訳が出版された[3]

## 人物
『オックスフォード英国人名事典』によると、リンドには海軍本部や学会でのロビー活動への興味がなく、その著作の文調も平淡だったため、海軍や医療における慣習を直ちに改革することはできなかった。しかし、リンドの著作は広く引用され、ハスラー王立海軍病院での功績も認められている。海軍における壊血病の予防と治療はギルバート・ブレーンの提言により達成されたが、ブレーンの提言もリンドの著作の影響を深く受けている。

## 家族
イザベル・ディッキー（Isabel Dickie）と結婚した。
- ジョン（1750年頃 – 1810年） - 医師。1777年にセント・アンドルーズ大学卒業、1781年にエディンバラ外科医師会フェローに選出、1799年6月24日にエディンバラ王立協会フェローに選出[4]
- ジェームズ（英語版）（1752年頃 – 1823年6月12日） - 海軍軍人[6]